# Oberoende centralbank
Centralbankers oberoende (engelska: central banking independence) är en beteckning för principen om skarp åtskillnad mellan finanspolitik och penningpolitik, och att riksdag och regering sköter finanspolitiken medan penningpolitiken sköts av en självständig och oberoende centralbank. Centrala motiv för ökat centralbanksoberoende, som varit en global trend under senare decennier, är att formellt självständiga centralbanker har bättre möjligheter att uppnå prisstabilitet och minska systemrisker än centralbanker som är mindre självständiga. Numera fokuseras dock ofta på centralbankernas öppenhet snarare än deras oberoende. I måttet på öppenhet ingår en bedömning av centralbankens oberoende men även bedömningar av hur banken presenterar och motiverar sina beslut.

## Oberoendet och inflation

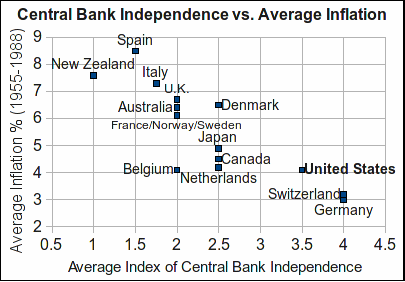
Centralbanksoberoendet vs inflation. Grafen publicerades av Alisna och Summers 1993 i artikeln "Central Bank Independence and Macroeconomic Performance: Some Comparative Evidence".

En av de första empiriska studierna på sambandet mellan centralbankers oberoende och inflation gjordes av Bade och Parkin 1984. De jämförde tolv europeiska OECD-länder avseende på inflation och grad av regeringspåverkan av landets centralbank. Kortfattat fann de ett negativt samband mellan oberoende och inflation, så att högre oberoende gav lägre inflation. 1993 publicerade Alisha och Summers en artikel som baserades på data för ett antal OECD-länder från 1955-1988 och som också kom till samma slutsats. I artikeln ingick även en graf, som sedan dess använts i nästan alla grundläggande läroböcker i makroekonomi. Forskningen ledde vidare till frågor av typen: vad menar vi med centralbankens oberoende, hur ska detta mätas, vad orsakar vad då vi mäter oberoende och makroekonomiska utfall och hur skall detta förklaras? En viktig del av forskningen bestod också i att ta fram index för centralbankens oberoende. Det index som fick störst genomslag var det som föreslogs av Cukierman, Webb och Neyapti 1991. De föreslog fyra kriterier. 1) Oberoendet är större om centralbankens högste chef utses av centralbanken styrelse i stället för premiärministern, statsministern eller finansministern, samt om denna chef inte kan sägas upp och har en lång mandatperiod. 2) Oberoendet är högre ju mer centralbankens policybeslut tas oberoende av regeringens involvering. 3) Oberoendet är större om centralbanken bara har ett enda mål, eller endast ett huvudsakligt mål, nämligen prisstabilitet. 4) Oberoendet är större om det finns begränsningar avseende regeringens möjligheter att låna direkt från centralbanken.

## Oberoendet och inbördeskrig
Det finns en uppsjö av statsvetenskaplig forskning kring politiska partier och det lagstiftande systemet. Men väldigt lite om centralbanker, trots att det är mycket mäktiga och centrala institutioner i samhället. Denna brist på forskning leder till en brist på förståelse, liksom ignorans, för centralbankernas roll i ekonomin och i samhället över lag. Med detta som bakgrund har forskaren Minh Mai, University of North Texas, gjort en studie om sambandet mellan centralbanker och inbördeskrig. Enligt Mai själv är studien den första i sitt slag och bör följas upp av vidare studier på området. Dock menar han att studien indikerar ett samband mellan centralbankers oberoende och uppkomsten av inbördeskrig. Detta hänger ihop med att centralbankens agerande, eller icke-agerande, har konsekvenser för det ekonomiska utfallet för parterna i konflikten.

## Historik (några exempel)
- 1989-1991 - Nya Zeeland, Chile och Kanada ökar centralbankens oberoende [6]
- Turkiet - landets centralbank har haft ett formellt oberoende sedan 1931. Men det "instrumentella oberoendet" fick centralbanken först 2001.[7]